# Sienno (obwód witebski)
Sienno (biał. Сянно, Sianno; ros. Сенно, Sienno) – miasto na Białorusi, w obwodzie witebskim, siedziba administracyjna rejonu sieneńskiego. W 2010 roku liczyło ok. 8 tys. mieszkańców.

## Historia

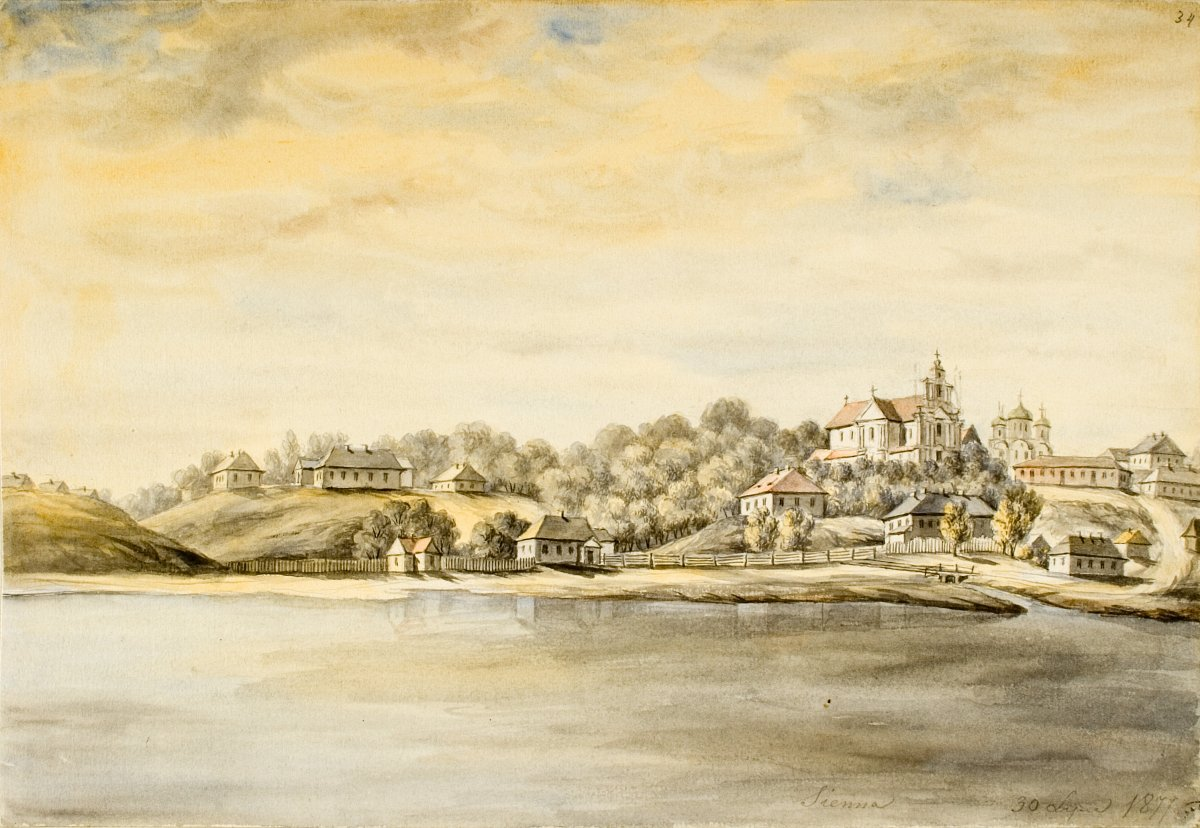
Napoleon Orda − miasto w 1877 r.

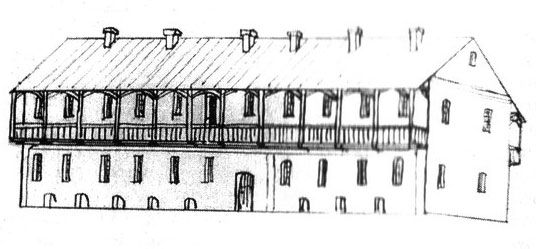
Klasztor franciszkanów w 1809 r.

W 1535 roku miasteczko zostało zniszczone przez wojska moskiewskie. W 1609 roku Eustachy Kurcz i jego żona Regina z Wołłowiczów ufundowali tu katolicki kościół św. Trójcy, który został przebudowany w stylu barokowym w 1772 roku z funduszy wojewodziny trockiej Jadwigi ks. Ogińskiej. W 1780 roku wzmiankowano tu istnienie klasztoru franciszkanów. W końcu XVIII wieku Sienno było miastem szlacheckim i należało do powiatu witebskiego w województwie witebskim.
W XIX wieku istniał tu dwór rodziny Sierakowskich. Około 1906 roku w Siennie działało polskie Towarzystwo Dobroczynności i Oświaty, założone z inicjatywy Marii Świackiej. Zajmowało się otwieraniem tajnych polskich szkółek w pobliskich wsiach i miasteczkach, a finansowane było darowizn okolicznych ziemiach.
Podczas okupacji hitlerowskiej, we wrześniu 1941 roku Niemcy utworzyli getto dla żydowskich mieszkańców. Przebywało w nim około 1000 osób. 30 grudnia 1941 roku Niemcy zlikwidowali getto, a Żydów zamordowano na cmentarzu żydowskim. 
Około 1962 roku wysadzono w powietrze barokowy kościół z 1772 roku.

## Zabytki
- Klasztor Franciszkanów – ufundowany w r. 1609 przez podkomorzego parnawskiego Eustachego Kurcza i Reginę z Wołłowiczów. Obecny klasztor zbudowano w r. 1760. W r. 1809 został rozbudowany. Skasowano go w r. 1851. Jest to budynek murowany, piętrowy. Częściowo zachowany.
- Kościół Franciszkanów pw. św. Trójcy - murowaną świątynię wybudowano w latach 1768–1772 z fundacji ówczesnych właścicieli miasta – Tadeusza Ogińskiego i Jadwigi z Załuskich – według projektu Jana Wilhelma Frezera. Odwiedziła go Katarzyna II. Była to zamknięta w prostokątnym planie krzyżowa świątynia, zwrócona do rynku fasadą podzieloną kolumnami w dwóch kondygnacjach. Wnętrze zdobiło dziewięć ołtarzy, a ołtarz główny oddzielał długi chór zakonny. W ramieniu transeptu stał stiukowy ołtarz ze srebrną trumną z ciałem Św. Fortunata Męczennika, ofiarowanym przez papieża Klemensa XIV w roku 1772. Kościół restaurowano przed r. 1837 staraniem przeora Fulgentego Kossakowskiego. Ściany pokrywała dekoracja malarska z pocz. w. XX (mal. Wacław Bubnowski). Po kasacie klasztoru funkcjonowała przy nim parafia. Po 1917 został zamknięty. W 1962 wysadzony przez Rosjan w powietrze[5].

## Herb
Herb został nadany miastu 16 sierpnia 1781 roku przez Katarzynę II. Jako że miasto weszło w 1772 roku w skład Imperium Rosyjskiego, w górnej części herbu Sienna znajdował się wizerunek dwugłowego orła – herbu rosyjskiego. W dolnej części na zielonym tle znajdowały się dwie złote kosy, oznaka tego, że miasto było bogate w siano (od którego też pochodzi jego nazwa).
Współczesny herb Sienna został ustanowiony 20 stycznia 2006 roku rozporządzeniem prezydenta Białorusi nr 36.